# Gypserie
 (avril 2013).

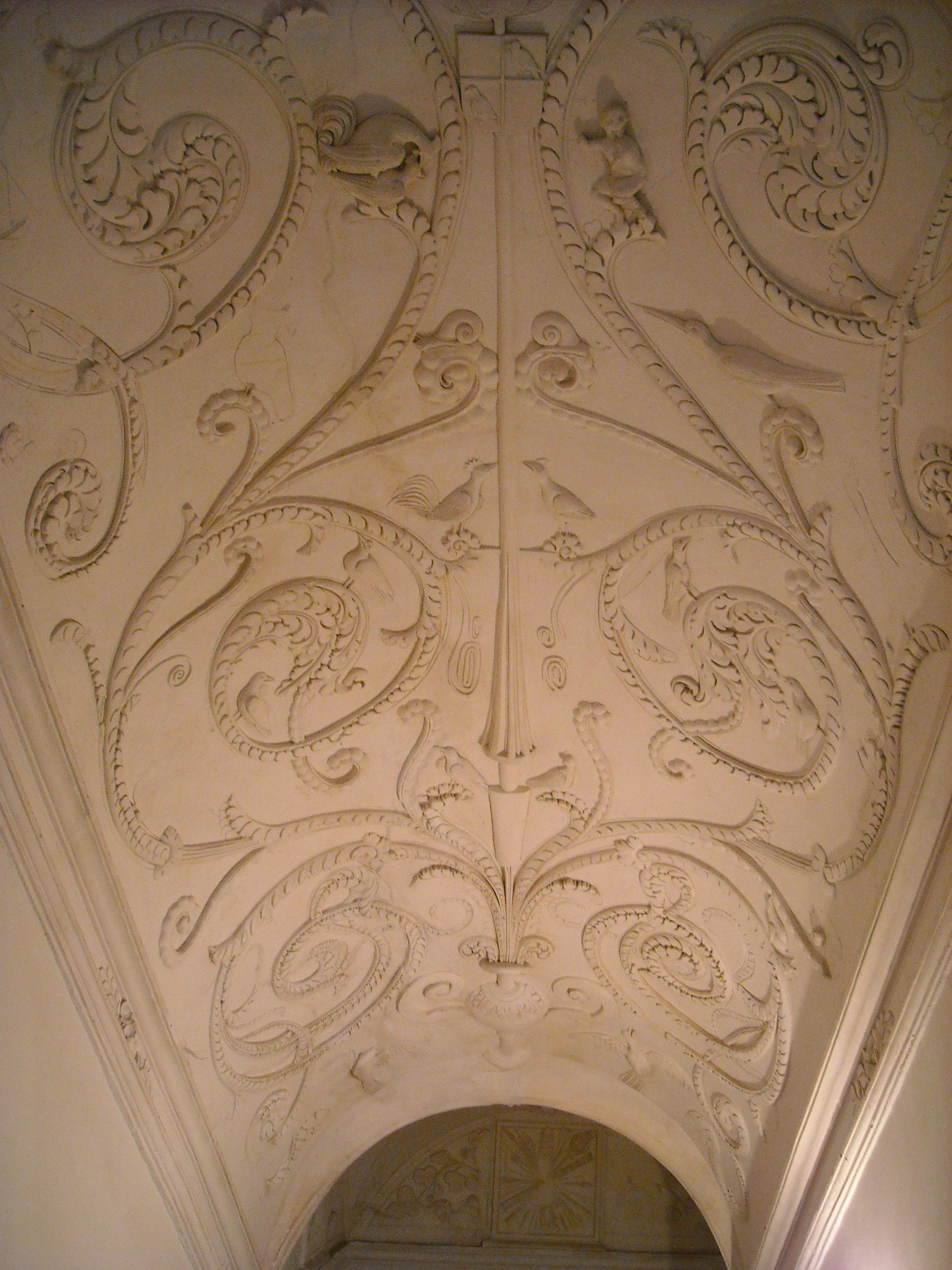
Gypserie à Volonne (France).

Une gypserie est une décoration d’intérieur moulée et sculptée en gypse qui, cuit et broyé, devient la poudre de plâtre que l'on mélange à l'eau (« gâchage ») et qui durcit à l'air (« prise »), soit un staff. Le terme et la technique sont utilisés presque uniquement en Provence (le seul dictionnaire de français qui le mentionne est le Quillet).
Les gypseries sont courantes au Moyen Âge et jusqu’à la Révolution, notamment pour les manteaux de cheminées, dans les maisons, les châteaux, les hôtels particuliers ou pour des clôtures à jour ou les augets de plafond.
L’artiste qui fait les gypseries est le gipier, ou le stucateur.

## Présentation

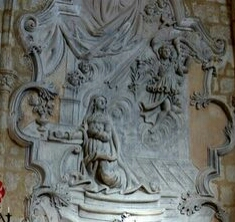
Gypserie du XVIIIe siècle représentant l'Annonciation (chapelle des Pénitents blancs de Narbonne).

Dès l'Antiquité, les usages du plâtre et de la chaux ont permis grâce aux propriétés plastiques de ces matériaux, la création de moulures et de décors en relief: le stuc (ou gypserie en Provence ou plâtre ciselé au Maroc), à base de chaux ou de plâtre, de colle et de poudre de pierre, veiné de pigments a été très utilisé pour imiter le marbre dans toute la décoration occidentale.
Dans l'Antiquité, la Rome d'Auguste, la Domus Aurea de Néron, mais aussi les tombes, les thermes, sont des exemples initiaux d'un développement décoratif de tout l'Empire romain qui culmine au IIe siècle apr. J.-C.

### Redécouverte à la Renaissance
Cet usage est redécouvert à la Renaissance, popularisé en France par François Ier et donne lieu à un véritable engouement pour ces décors de grotte, d'où le nom de grotesque donné à toute une partie de ce registre décoratif.

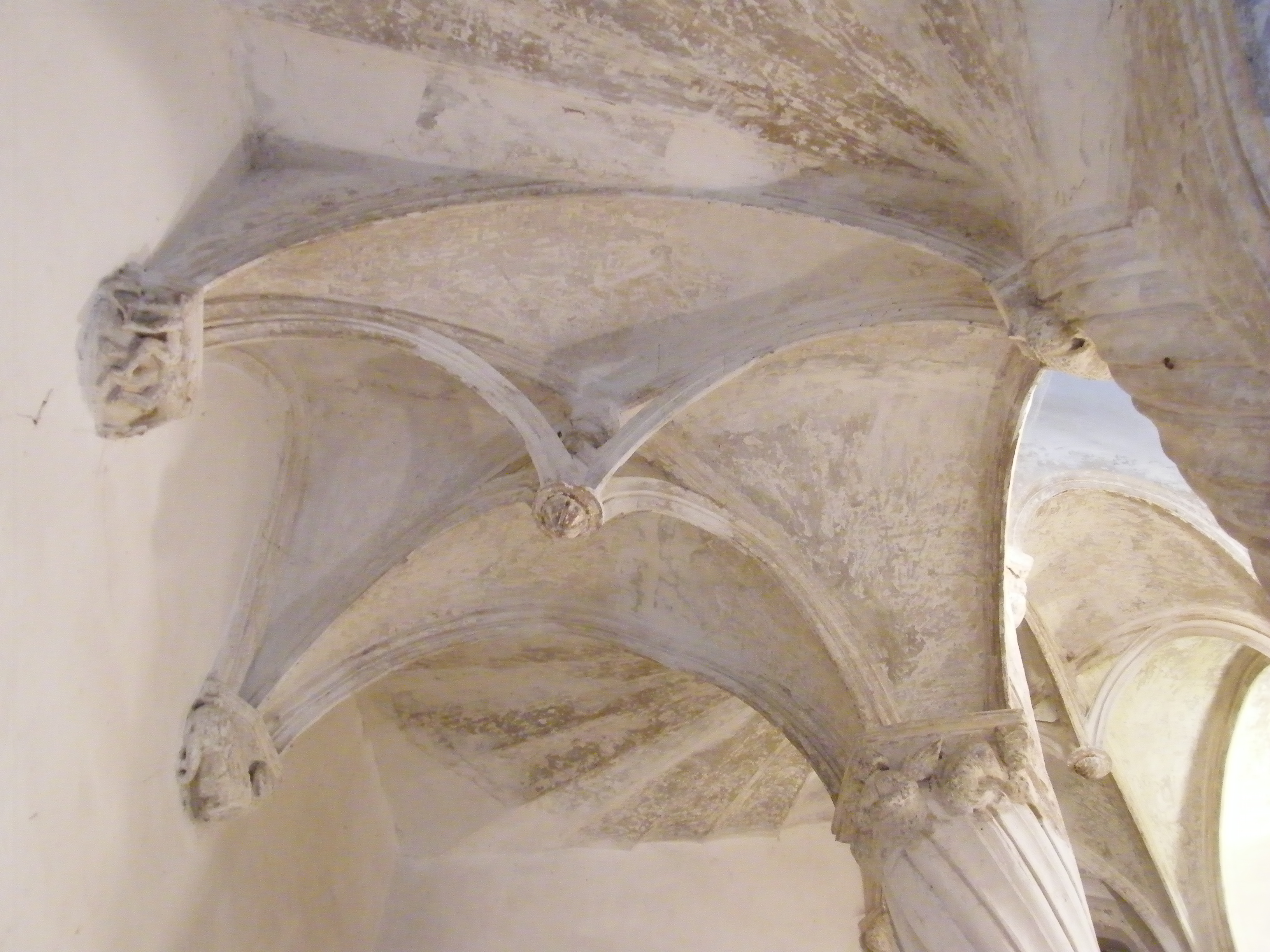
Gypseries à l'hôtel de Mazan de Riez-la-Romaine. (France).

Dès 1401, on trouve à Riez-la-Romaine un bel escalier à vis entièrement en plâtre, puis, datée de 1525, la structure précoce à quatre noyaux de l'escalier de l'hôtel de Mazan, ainsi que des fenêtres entières, meneau compris, entièrement réalisées en plâtre massif.
Les décors apparaissent aussi bien en façade que dans les entrées, les entrevous armoriés des plafonds, motifs qui envahissent les espaces-clés de réception de la demeure.
Ils semblent le signe d'une classe sociale aisée qui s'affirme, s'expose et se met en scène dans des allégories avec ses décors raffinés, au vocabulaire décoratif maniériste, comme ceux de l'escalier du château de Volonne, de la cheminée de l'hôtel de Miravail à Mane, ou des quatre saisons au château de Cascastel dans les Corbières.
À Rome, la villa Farnesina offre des exemples de gypseries.

### Technique de réalisation
La technique de réalisation d'une gypserie demande méthode et habilité.
Elle consiste à préparer les gros volumes par un mortier de plâtre parfois très grossier, au besoin en prenant appui sur une structure de lattes de bois (pour les cheminées) ou de branches à peine dégrossies pour une croisée de fenêtre, puis à tirer la forme pour créer une moulure ou une corniche. Le « masseur » pose le plâtre et le « pousseur » exécute rapidement le motif linéaire découpé dans la tôle de son gabarit mobile. Sur cette surface préparée, toutes les techniques de décors peuvent être employées:
- la ciselure sur surface plane (spécialité provençale) après passage du « guillaume » (rabot facial).
- le modelage de motif en direct, la pose d'éléments moulés à l'avance et assemblés à frais.
- l'insertion de blocs de motifs préalablement moulés ou estampés.

Le gipier peut également couler une chape de plâtre sur un coffrage gravé et créer ainsi des entrevous à motifs alternés.
Le raffinement et la virtuosité consistent à utiliser tout l'éventail technique puis à finir par une ciselure qui avive les angles et les jeux d'ombres, accentue l'effet de perspective.
Cependant, en Provence, il ne semble pas y avoir eu de filiation avec les décors de stuc italiens du XVIe siècle. Le style maniériste qui apparaît dans de nombreux décors de cheminée, puise dans un fond décoratif européen commun remis au goût du jour et il est aussi proche de la Bourgogne et des masques des Flandres que de l'Italie.

## Dans le monde islamique

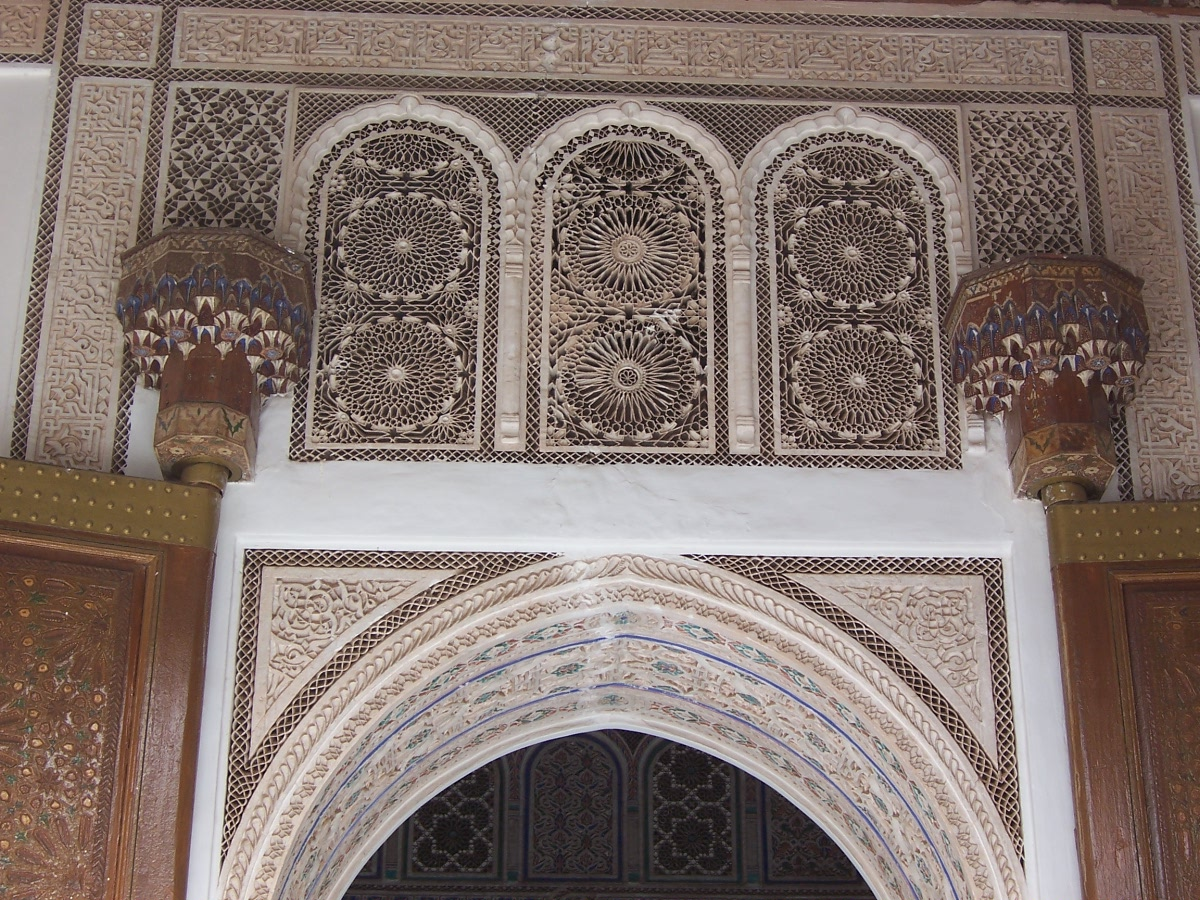
Plâtre ciselé moderne à Marrakech (Maroc).

Les Arabes subirent également, quoique déjà civilisés, l'influence artistique des peuples qu'ils dominèrent en Orient et en Occident et ce furent des artistes byzantins qui s'appliquèrent à la décoration des édifices élevés par les nouveaux maîtres ; la mosquée d' Ecbatane rebâtie de 661 à 680 en est un type. En Espagne, au Xe siècle, Abd-er-Kahman suit le même exemple et des artistes byzantins travaillent à la construction du palais de Zahra (Madinat al-Zahra).
Aucun peuple n'a multiplié avec autant de perfection les ornementations capricieuses des feuilles et des fleurs d'un dessin géométrique.
C'est un entrecroisement de lignes, une fantaisie riche de détails sur toutes les parties de l'édifice, ces décorations doivent à leur origine leur non d'arabesques. Les mahométans n'admettant dans leurs mosquées aucune espèce de figures d'hommes ou d'animaux, leurs artistes se sont perfectionnés au plus haut degré dans l'ornementation de la flore géométrique.
Les pendentifs découpés des plafonds ressemblent à des stalactites dans les mosquées. Ces constructions constituent les plus beaux monuments arabes, avec leurs minarets élégants.
Les styles mauresque, lombard, saxon, carolingien sont du même genre ; leur caractère principal est le plein cintre et l'arc en fer à cheval.
C'est aux XIe et XIIe siècles que ce genre d'ornementation fut en faveur en Occident, sur les bords de la Loire et du Rhin.

## Les gypseries provençales

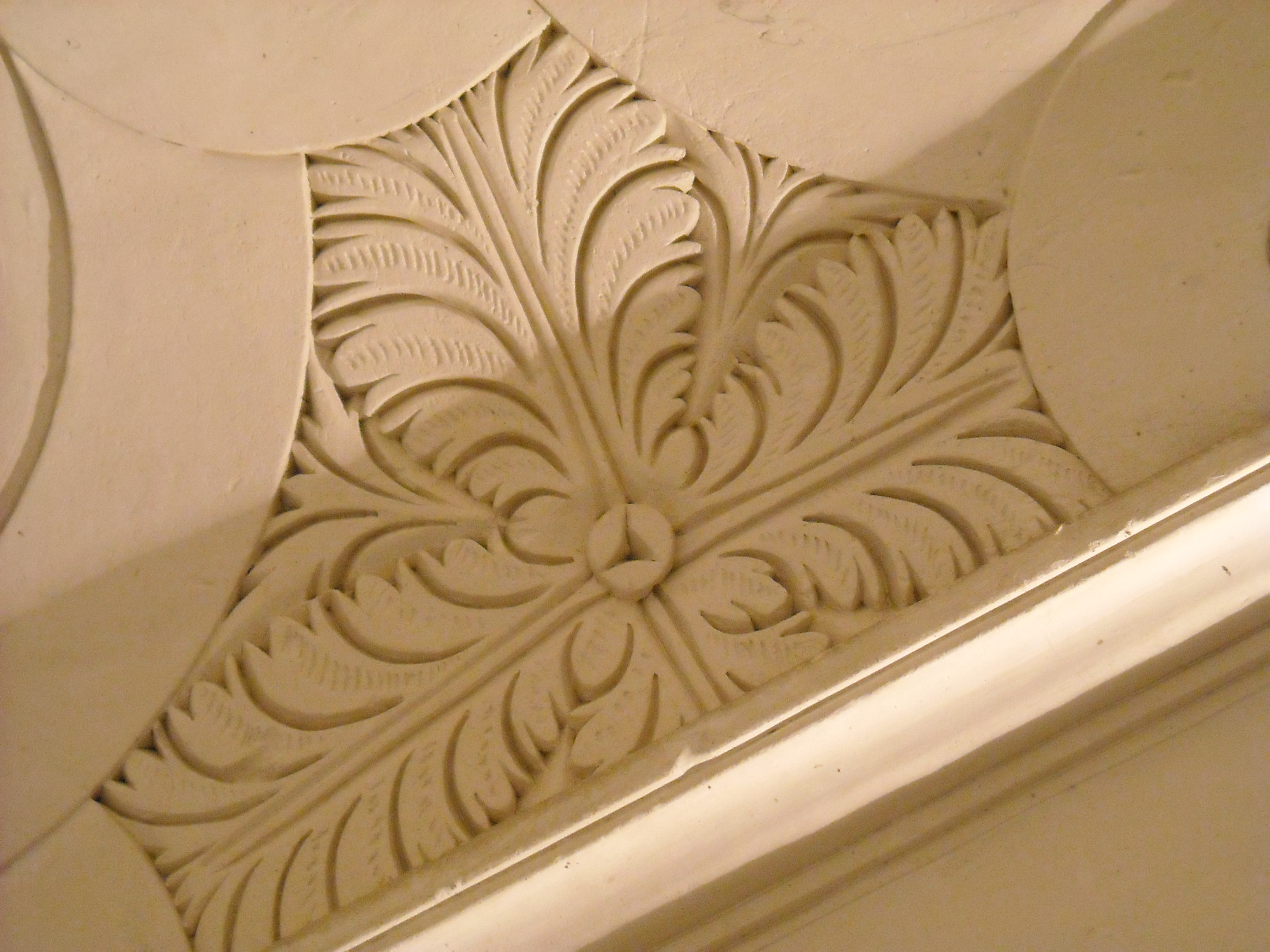
Gypserie de l'escalier de Volonne (France).

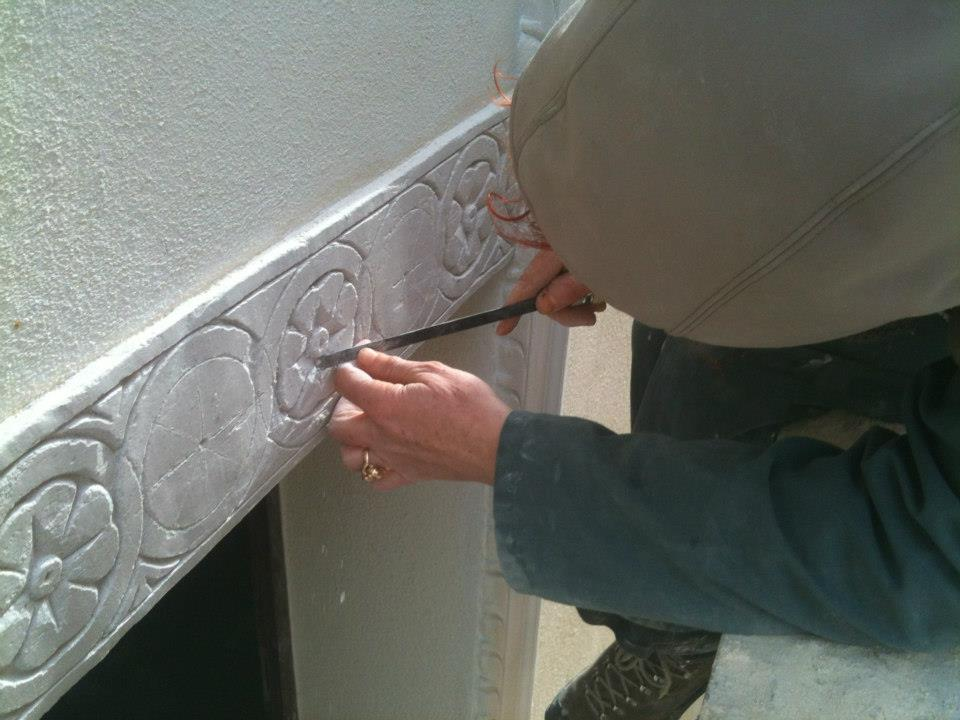
Création de gypseries.

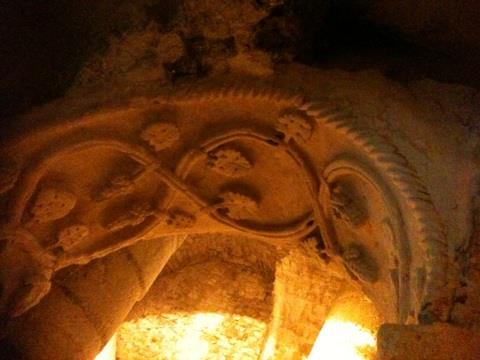
Stuc du Ve siècle/VIIe siècle.

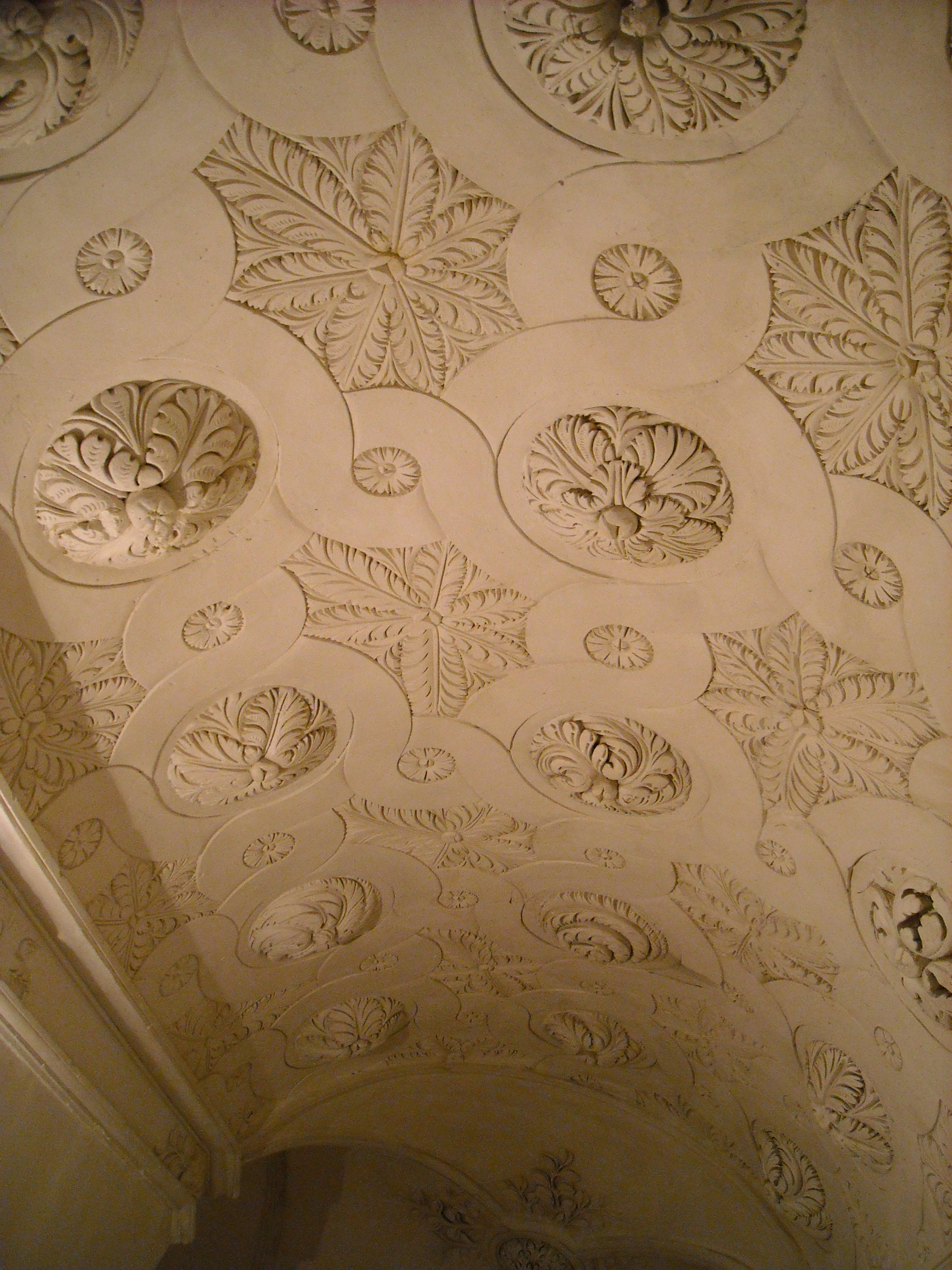
Gypserie à Volonne (France).

Les gypseries provençales sont un peu différentes du stuc, il n'y a aucun apport de poudre de marbre. Elles sont plus fragiles, mais plus charmantes. Ce que l'on fabrique maintenant s'appelle du staff. Le plâtre est mélangé à de la filasse, on ne peut pas le sculpter.
C'est l'évolution des escaliers au début du XVIe siècle qui étaient à vis tenant peu de place, parfois hors du bâtiment (dans une tour), ils étaient en pierres et peu ou pas ornés. Puis une transformation s'opéra, il n'y eut plus seulement une vis centrale mais plusieurs « noyaux », deux, trois ou quatre. Ils sont en blocage ou en bois et recouvert de gypse, les marches sont à volées tournantes ou droites et à paliers. Les gipiers s'en donnent à cœur joie pour orner les voûtes ou les rampants, enfin on invente l'escalier rampe sur rampe et paliers. Les balustres sont en bois stuqué (ça ne se soupçonne guère). Il prend de plus en plus de place, se situe au milieu de la demeure.
La gypserie est très proche du stuc dans le matériau et la technique, à une différence près :
le stuc consiste en un mélange de plâtre, de chaux et de poudre de marbre,
alors que la gypserie ne contient que du plâtre et un peu de chaux.
Considérée comme un « art mineur » par de nombreux historiens d'art, elle est un élément essentiel du décor architectural en Provence de la fin du Moyen Âge au XIXe siècle, avec un véritable âge d'or du XVIe  au  XVIIIe siècle. D'autre part, on nie souvent l'originalité méridionale en prétendant, en un raccourci erroné, que cette technique serait venue d'Italie et aurait été pratiquée par des artistes venus de ce pays : or, les textes nous montrent que les artistes qui mettent en œuvre les gypseries sont dans leur écrasante majorité des Provençaux ; la mention d'artistes italiens vient souvent d'une confusion avec le stuc. Dans le sillage de la prétendue origine italienne, on a longtemps pensé que la gypserie était apparue avec la Renaissance ; or, les recherches récentes ont révélé qu'il existe déjà des gypseries au Moyen Âge. Ses origines restent obscures. Les Romains avaient introduit la technique du stuc, que l'on trouve un peu partout dans les riches villae ou les plus belles demeures urbaines. Cette technique se retrouve à l'époque mérovingienne, comme le montre l'exemple de l'arc stuqué de la crypte de Saint-Victor de Marseille. Puis un grand vide jusqu'au XVe siècle.
L'une des pistes probables est l'origine arabe ; le décor architectural islamique utilise en effet le stuc, mais aussi une technique très proche de la gypserie encore pratiquée de nos jours dans des pays comme le Yémen. L'hypothèse est loin d'être farfelue ; on sait que les Arabes ont été présents dans le Sud de la France durant le haut Moyen Âge ; d'autre part leur influence culturelle s'est faite par l'intermédiaire de l'Espagne (la Provence médiévale fut un temps gouvernée par les comtes de Barcelone, des princes chrétiens en contact avec le monde musulman ibérique) et de la Sicile (dont les comtes de Provence seront souverains), ainsi que lors des Croisades (auxquelles participèrent de nombreux seigneurs provençaux).

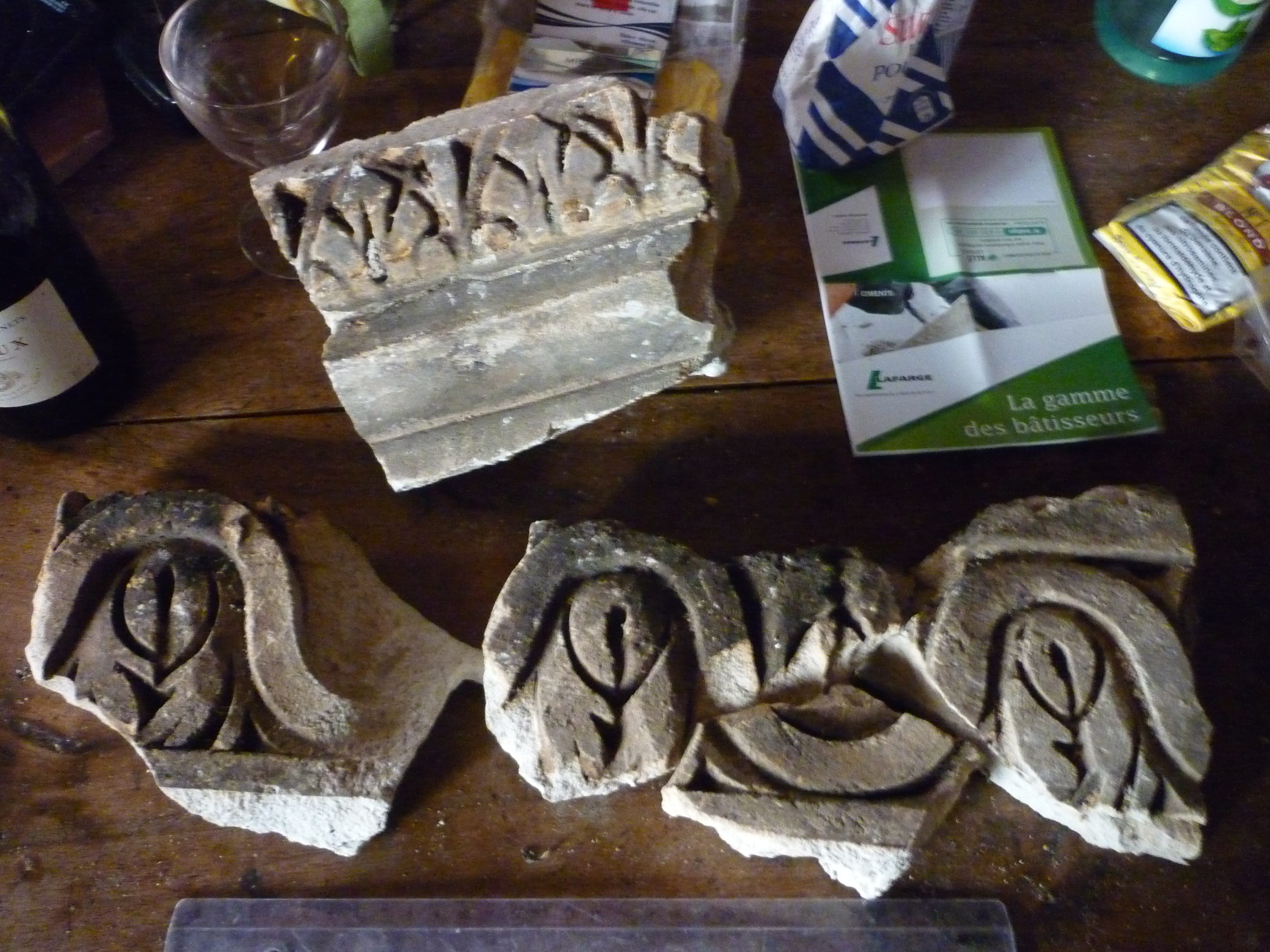
Gypseries de Riez-la-Romaine.

Le terme « gypserie » est une francisation du terme provençal « gipparié », qui n'avait pas d'équivalent en français ; en provençal, plâtre se dit « gip ». Le plâtre utilisé pour la gypserie provient de la cuisson d'un gypse de bonne qualité dont on trouve de nombreux gisements en Provence. De même, l'artiste qui met en œuvre les gypseries est qualifié par le terme provençal de « gippier », parfois francisé en « gypier » ou plus rarement « gypsier ». Le stuc est quant à lui appelé « estu » (« estuc » en provençal ancien) et le stucateur « estucaire », ce qui montre bien que pour les Provençaux les deux techniques sont différentes. L'adoption par le français de termes provençaux confirme enfin la spécificité de cet art.

### Sources
- Comtesse du Chaffaut, Gypseries en Haute-Provence : cheminées et escaliers (XVIe – XVIIe siècles), Turriers, Naturalia publications, 1995,  (ISBN 2-909717-22-4)
- Marie-Hélène Gueyraud, 1988, Les décors de gypseries dans l'architecture civile des Alpes du Sud XVIe et XVIIe siècles, Aix-en-Provence, Université de Provence
- Léon Osmond, Les Styles dans les Arts. Expliqués en 12 causeries, Albin Michel, éditeur